# Indische Formel-4-Meisterschaft 2022
Die indische Formel-4-Meisterschaft 2022 (offiziell Formula 4 Indian Championship certified by the FIA and approved by FMSCI 2022) hätte die erste Saison der indischen Formel-4-Meisterschaft werden sollen. Es hätte 15 Rennen gegeben, die Meisterschaft wäre nur in Indien stattgefunden. Die Saison wäre voraussichtlich am 10. November in Greater Noida gestartet und am 11. Dezember in Hyderabad beendet worden.
Mitte Jänner 2022 wurde der Saisonstart wegen der COVID-19-Pandemie von Februar auf November verschoben und ist nach einigen Kalenderanpassungen sowie ohne einer einzigen Fahrereinschreibung Ende Oktober abgesagt worden.

## Teams und Fahrer
Alle Fahrer hätten das Tatuus-Chassis F4-T421 und ein FTJ-I4-Motor von Abarth verwendet.
| Team            | Auto # | Fahrer | Rennwochenende | Quelle |
| --------------- | ------ | ------ | -------------- | ------ |
| Prema Powerteam | 01     | N. N.  |                |        |
| Prema Powerteam | 02     | N. N.  |                |        |
| Prema Powerteam | 03     | N. N.  |                |        |
| Prema Powerteam | 04     | N. N.  |                |        |
| Prema Powerteam | 05     | N. N.  |                |        |
| Prema Powerteam | 06     | N. N.  |                |        |
| Prema Powerteam | 07     | N. N.  |                |        |
| Prema Powerteam | 08     | N. N.  |                |        |
| Prema Powerteam | 09     | N. N.  |                |        |
| Prema Powerteam | 10     | N. N.  |                |        |
| Prema Powerteam | 11     | N. N.  |                |        |
| Prema Powerteam | 12     | N. N.  |                |        |

## Rennkalender
Der Rennkalender wurde erstmals am 19. August 2021 während der Präsentation der neuen indischen Formel-4-Meisterschaft präsentiert. Mitte Jänner wurde aufgrund der wiederangestiegenen COVID-19-Erkrankungen der ursprünglich für Februar geplante Saisonstart auf November aufgeschoben. Am 14. März 2022 wurden neue Termine präsentiert, beginnend mit dem ersten Rennen in Greater Noida am 10. November. Am 8. September 2022 wurde Chettipalayam aus dem Kalender genommen und ein zweites Rennwochenende in Irungattukottai hinzugefügt worden. Nach monatelanger Stille um die Rennserie wurde Ende Oktober die Meisterschaft aufgrund logistischer Probleme abgesagt und auf nächstes Jahr verschoben.
Es hätten fünf Rennwochenenden auf drei Rennstrecken mit je drei Rennen stattfinden sollen.
| Nr. | Datum        | Rennstrecke                                 | Sieger                                       | Zweiter                                      | Dritter                                      | Pole-Position                                | Schnellste Rennrunde                         |
| --- | ------------ | ------------------------------------------- | -------------------------------------------- | -------------------------------------------- | -------------------------------------------- | -------------------------------------------- | -------------------------------------------- |
| —.  | 10. November | Buddh International Circuit (Greater Noida) | aufgrund von logistischen Problemen abgesagt | aufgrund von logistischen Problemen abgesagt | aufgrund von logistischen Problemen abgesagt | aufgrund von logistischen Problemen abgesagt | aufgrund von logistischen Problemen abgesagt |
| —.  | 11. November | Buddh International Circuit (Greater Noida) | aufgrund von logistischen Problemen abgesagt | aufgrund von logistischen Problemen abgesagt | aufgrund von logistischen Problemen abgesagt | aufgrund von logistischen Problemen abgesagt | aufgrund von logistischen Problemen abgesagt |
| —.  | 12. November | Buddh International Circuit (Greater Noida) | aufgrund von logistischen Problemen abgesagt | aufgrund von logistischen Problemen abgesagt | aufgrund von logistischen Problemen abgesagt | aufgrund von logistischen Problemen abgesagt | aufgrund von logistischen Problemen abgesagt |
| —.  | 19. November | Hyderabad Street Circuit (Hyderabad 1)      | aufgrund von logistischen Problemen abgesagt | aufgrund von logistischen Problemen abgesagt | aufgrund von logistischen Problemen abgesagt | aufgrund von logistischen Problemen abgesagt | aufgrund von logistischen Problemen abgesagt |
| —.  | 20. November | Hyderabad Street Circuit (Hyderabad 1)      | aufgrund von logistischen Problemen abgesagt | aufgrund von logistischen Problemen abgesagt | aufgrund von logistischen Problemen abgesagt | aufgrund von logistischen Problemen abgesagt | aufgrund von logistischen Problemen abgesagt |
| —.  | 20. November | Hyderabad Street Circuit (Hyderabad 1)      | aufgrund von logistischen Problemen abgesagt | aufgrund von logistischen Problemen abgesagt | aufgrund von logistischen Problemen abgesagt | aufgrund von logistischen Problemen abgesagt | aufgrund von logistischen Problemen abgesagt |
| —.  | 25. November | Kari Motor Speedway (Chettipalayam)         | aufgrund von logistischen Problemen abgesagt | aufgrund von logistischen Problemen abgesagt | aufgrund von logistischen Problemen abgesagt | aufgrund von logistischen Problemen abgesagt | aufgrund von logistischen Problemen abgesagt |
| —.  | 26. November | Kari Motor Speedway (Chettipalayam)         | aufgrund von logistischen Problemen abgesagt | aufgrund von logistischen Problemen abgesagt | aufgrund von logistischen Problemen abgesagt | aufgrund von logistischen Problemen abgesagt | aufgrund von logistischen Problemen abgesagt |
| —.  | 27. November | Kari Motor Speedway (Chettipalayam)         | aufgrund von logistischen Problemen abgesagt | aufgrund von logistischen Problemen abgesagt | aufgrund von logistischen Problemen abgesagt | aufgrund von logistischen Problemen abgesagt | aufgrund von logistischen Problemen abgesagt |
| —.  | 25. November | Madras Motor Race Track (Irungattukottai 1) | aufgrund von logistischen Problemen abgesagt | aufgrund von logistischen Problemen abgesagt | aufgrund von logistischen Problemen abgesagt | aufgrund von logistischen Problemen abgesagt | aufgrund von logistischen Problemen abgesagt |
| —.  | 26. November | Madras Motor Race Track (Irungattukottai 1) | aufgrund von logistischen Problemen abgesagt | aufgrund von logistischen Problemen abgesagt | aufgrund von logistischen Problemen abgesagt | aufgrund von logistischen Problemen abgesagt | aufgrund von logistischen Problemen abgesagt |
| —.  | 27. November | Madras Motor Race Track (Irungattukottai 1) | aufgrund von logistischen Problemen abgesagt | aufgrund von logistischen Problemen abgesagt | aufgrund von logistischen Problemen abgesagt | aufgrund von logistischen Problemen abgesagt | aufgrund von logistischen Problemen abgesagt |
| —.  | 02. Dezember | Madras Motor Race Track (Irungattukottai 2) | aufgrund von logistischen Problemen abgesagt | aufgrund von logistischen Problemen abgesagt | aufgrund von logistischen Problemen abgesagt | aufgrund von logistischen Problemen abgesagt | aufgrund von logistischen Problemen abgesagt |
| —.  | 03. Dezember | Madras Motor Race Track (Irungattukottai 2) | aufgrund von logistischen Problemen abgesagt | aufgrund von logistischen Problemen abgesagt | aufgrund von logistischen Problemen abgesagt | aufgrund von logistischen Problemen abgesagt | aufgrund von logistischen Problemen abgesagt |
| —.  | 04. Dezember | Madras Motor Race Track (Irungattukottai 2) | aufgrund von logistischen Problemen abgesagt | aufgrund von logistischen Problemen abgesagt | aufgrund von logistischen Problemen abgesagt | aufgrund von logistischen Problemen abgesagt | aufgrund von logistischen Problemen abgesagt |
| —.  | 10. Dezember | Hyderabad Street Circuit (Hyderabad 2)      | aufgrund von logistischen Problemen abgesagt | aufgrund von logistischen Problemen abgesagt | aufgrund von logistischen Problemen abgesagt | aufgrund von logistischen Problemen abgesagt | aufgrund von logistischen Problemen abgesagt |
| —.  | 11. Dezember | Hyderabad Street Circuit (Hyderabad 2)      | aufgrund von logistischen Problemen abgesagt | aufgrund von logistischen Problemen abgesagt | aufgrund von logistischen Problemen abgesagt | aufgrund von logistischen Problemen abgesagt | aufgrund von logistischen Problemen abgesagt |
| —.  | 11. Dezember | Hyderabad Street Circuit (Hyderabad 2)      | aufgrund von logistischen Problemen abgesagt | aufgrund von logistischen Problemen abgesagt | aufgrund von logistischen Problemen abgesagt | aufgrund von logistischen Problemen abgesagt | aufgrund von logistischen Problemen abgesagt |

## Wertung

### Punktesystem
Bei jedem Rennen hätten die ersten zehn des Rennens 25, 18, 15, 12, 10, 8, 6, 4, 2 bzw. 1 Punkt(e) bekommen. Es hätte keine Punkte für die Pole-Position und die schnellste Rennrunde gegeben.
| Punkteverteilung | Punkteverteilung | Punkteverteilung | Punkteverteilung | Punkteverteilung | Punkteverteilung | Punkteverteilung | Punkteverteilung | Punkteverteilung | Punkteverteilung | Punkteverteilung | Punkteverteilung | Punkteverteilung |
| ---------------- | ---------------- | ---------------- | ---------------- | ---------------- | ---------------- | ---------------- | ---------------- | ---------------- | ---------------- | ---------------- | ---------------- | ---------------- |
| Platz            | 1                | 2                | 3                | 4                | 5                | 6                | 7                | 8                | 9                | 10               | PP               | SR               |
| Punkte           | 25               | 18               | 15               | 12               | 10               | 8                | 6                | 4                | 2                | 1                | –                | –                |